# Angli

Anglii în Britania, anul 600

Anglii (în germană Angeln) erau un popor germanic din vestul Europei, ei provin din regiunea Angeln, care se află în centrul peninsulei Cimbrice din landul Schleswig-Holstein. Ei sunt amintiți de istoricul roman Tacitus în cronica Ethnographie Germania, unde face și o descriere a longobarzilor, amintind pe Reudigner, Avionen, Angeln, Variner, Eudosen, Suardonen și Nuithonen. Ptolemaeus  în Geographika îi numește Αγγειλοι.
Se presupune că prin secolul II și III, anglii au început migrația spre Turingia și împreună cu saxonii, frizii și iuții în Britania. Aceste migrații ar fi avut multe cauze:
- Războaiele numeroase în ținuturile lor de baștină, atestate de descoperirile arheologice.
- Schimbarea condițiilor climatice.
- Retragerea trupelor romane din Britania, și slăbirea sistemului de apărare a ținutului a făcut posibilă migrarea.

Anglii ca și majoritatea popoarelor germanice se ocupau cu agricultura, creșterea vitelor și pescuitul. 
Descoperirile arheologice au descoperit vase de ceramică care erau atribuite anglilor, ei cunoșteau și prelucrarea metalelor.
Ei aveau o religie politeistă, zeul principal fiind zeul furtunii Donar/Thor a cărui soție era zeița pământului Nerthus.